# Cristian Tello
Cristian Tello Herrera (ur. 11 sierpnia 1991 w Sabadell) – hiszpański piłkarz występujący na pozycji pomocnika w saudyjskim klubie Al-Fateh.

## Kariera
Tello zaczął grać w piłkę w wieku 11 lat, w katalońskim klubie CF Can Rull. Krótko później przeniósł się do FC Barcelony skąd został na rok wypożyczony do CF Damm.
W 2008, po wygaśnięciu kontraktu, Tello związał się z Espanyolem, gdzie w sezonie 2009/10 zagrał cztery mecze dla drużyny rezerw.
W czerwcu 2010, Cristian Tello wrócił do grającej w drugiej lidze hiszpańskiej, Barcelony B. 9 listopada 2011 Tello zadebiutował w pierwszej drużynie Barcelony, rozgrywając pełne 90 minut w wygranym 1:0 meczu Pucharu Króla przeciwko CE L'Hospitalet. Wystąpił też w rewanżu, w którym strzelił dwie bramki, a FC Barcelona wygrała 9:0..
7 marca 2012 roku Tello wystąpił w rewanżowym spotkaniu 1/8 finału Ligi Mistrzów 2011/12 przeciwko Bayerowi 04 Leverkusen, gdzie strzelił 2 bramki. Spotkanie zakończyło się zwycięstwem Barcelony 7:1.
14 sierpnia 2013 roku Tello zadebiutował w dorosłej reprezentacji Hiszpanii. Spędził na boisku pełne 90 minut i zaliczył asystę, w wygranym 2:0 meczu przeciwko Ekwadorowi.
16 lipca 2014 roku Tello zadebiutował w drużynie FC Porto w meczu towarzyskim z VVV Venlo w którym strzelił swoją debiutancką bramkę dla tego klubu.
W styczniu 2016 został wypożyczony do ACF Fiorentina do końca sezonu 2015/2016. 16 sierpnia 2016 roku ogłoszono przedłużenie wypożyczenia o kolejny sezon, czyli do końca sezonu 2016/2017.
W lipcu 2017 roku Tello definitywnie odszedł z Barcelony, przechodząc do Realu Betis za 4 mln euro.